# John Hervey (7e marquis de Bristol)
Pour les articles homonymes, voir Hervey.
John Hervey, septième marquis de Bristol, né le 15 septembre 1954 et mort le 10 janvier 1999 chez lui dans le Suffolk, aussi connu sous le nom de John Jermyn, est un aristocrate britannique et homme d'affaires, célèbre pour sa richesse, sa toxicomanie, son emprisonnement, son homosexualité et son mode de vie extravagant.

## Biographie
Frederick William John Augustus Hervey est né le 15 septembre 1954 de Pauline Bolton, fille d'un homme d'affaires du Kent, et Victor Hervey, sixième marquis de Bristol. Lord Bristol fait ses études à Harrow School, où il commence à être connu pour sa consommation de drogue et d'alcool. En 1983, à New York, il est arrêté pour trafic de drogue. À l'âge de trente ans, il devient marquis de Bristol à la suite du décès de son père. Il est mort le 10 janvier 1999 chez lui dans le Suffolk. Son demi-frère, Lord Frederick Hervey, devient à 19 ans, le huitième marquis de Bristol.